# Splitalbum
Een splitalbum of split (Eng. to split: "splitsen") is een muziekalbum dat nummers bevat van meestal twee maar soms ook drie of meer verschillende bands.
Het aantal nummers per artiest is bij benadering meestal gelijk.
Splitalbums zijn vooral (maar niet exclusief) populair bij undergroundbands.
Een splitalbum is geen compilatiealbum.

## Geschiedenis
Splitalbums werden oorspronkelijk op vinyl uitgebracht met de muziek van de ene artiest op de A en de andere op de B-kant.
Tegenwoordig worden (door de opkomst van de compact disc) splitalbums vooral op cd uitgebracht.
Dit biedt de kans om een split met drie of meer artiesten te maken.